# Мичуринська
Мичуринська (біл. Мічурынская) — агромістечко в Красненській сільраді Гомельського району Гомельської області Білорусі.

## Географія

### Розташування
В 1 км від північної околиці Гомеля.

## Транспортна мережа
Транспортні зв'язки автошляхами, які відходять від Гомеля. 
Планування квартальна, забудова переважно дерев'яна.

## Історія

### У складі БРСР (СРСР)
Засноване на початку 1920-х років переселенцями з сусідніх сіл. 
У 1930 році жителі вступили в колгосп. 
Швидке зростання селища обумовлене близькістю міста Гомель, в якому працюють місцеві жителі. 

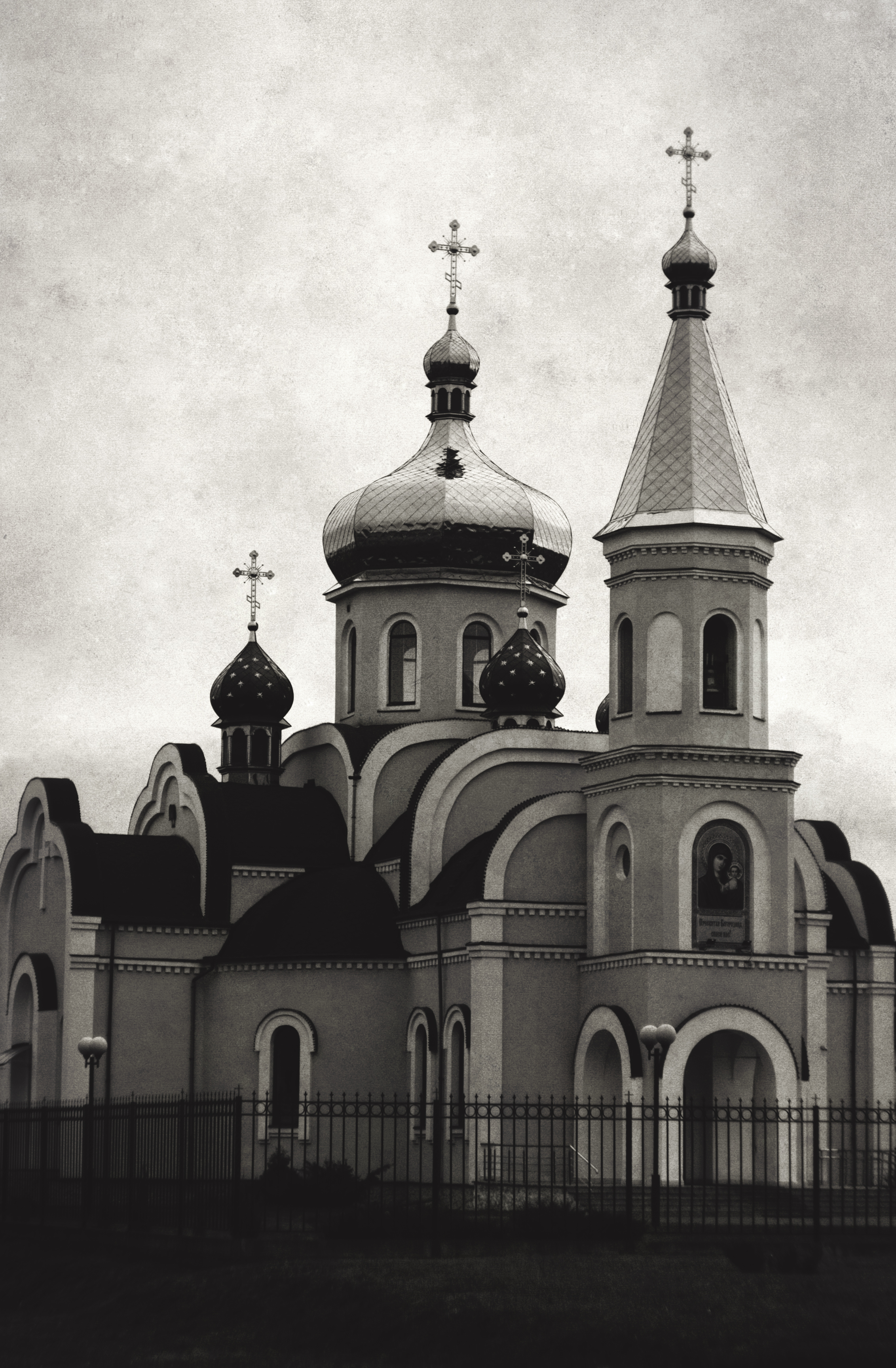
Храм Казанської ікони Божої Матері

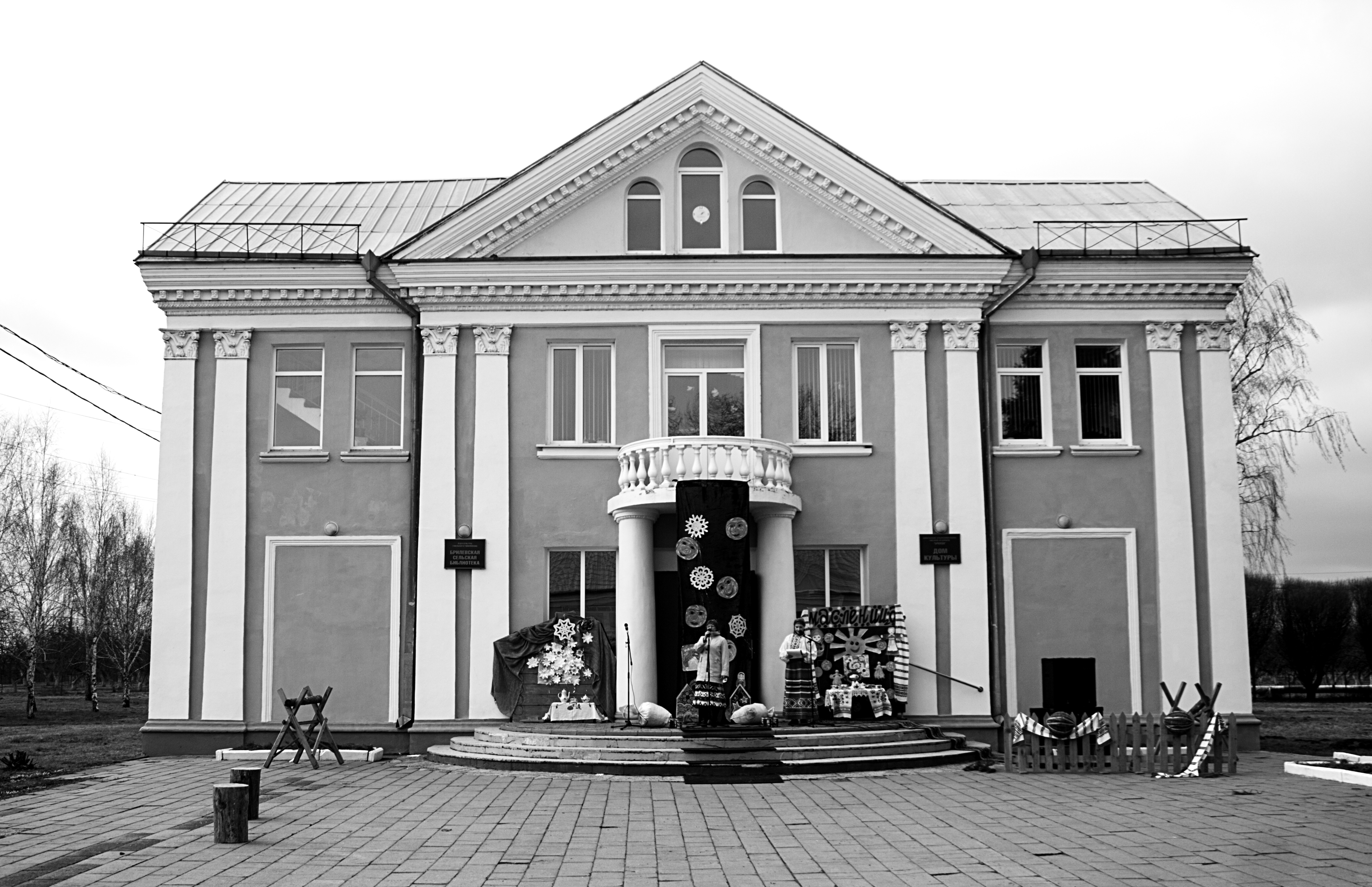
Будинок культури

Центр колективного сільськогосподарського підприємства «Козирьков». Розташовуються середня школа, Палац культури, бібліотека, дитячий ясла-садок, амбулаторія, відділення зв'язку, їдальня, швейна і шевська майстерні, 2 магазини.

## Населення

### Чисельність
- 2019 — 2327 жителів.